# Oenothera pubescens
Oenothera pubescens är en dunörtsväxtart som beskrevs av Willdenow och Spreng.. Oenothera pubescens ingår i släktet nattljussläktet, och familjen dunörtsväxter. Inga underarter finns listade i Catalogue of Life.